# دنیل رومرو
دنیل رومرو (انگلیسی: Daniel Romero؛ زادهٔ ۲۰ مارس ۱۹۸۵) بازیکن فوتبال اهل آرژانتین است.
از باشگاه‌هایی که در آن بازی کرده‌است می‌توان به باشگاه فوتبال جیمناسیا لاپلاتا و باشگاه فوتبال شهرداری بندرعباس اشاره کرد.